# Le Vigan (Gard)
Le Vigan – miejscowość i gmina we Francji, w regionie Oksytania, w departamencie Gard.
Według danych na rok 1990 gminę zamieszkiwały 4523 osoby, a gęstość zaludnienia wynosiła 262 osoby/km² (wśród 1545 gmin Langwedocji-Roussillon Le Vigan plasuje się na 72. miejscu pod względem liczby ludności, natomiast pod względem powierzchni na miejscu 456.).